# Werther Mühle

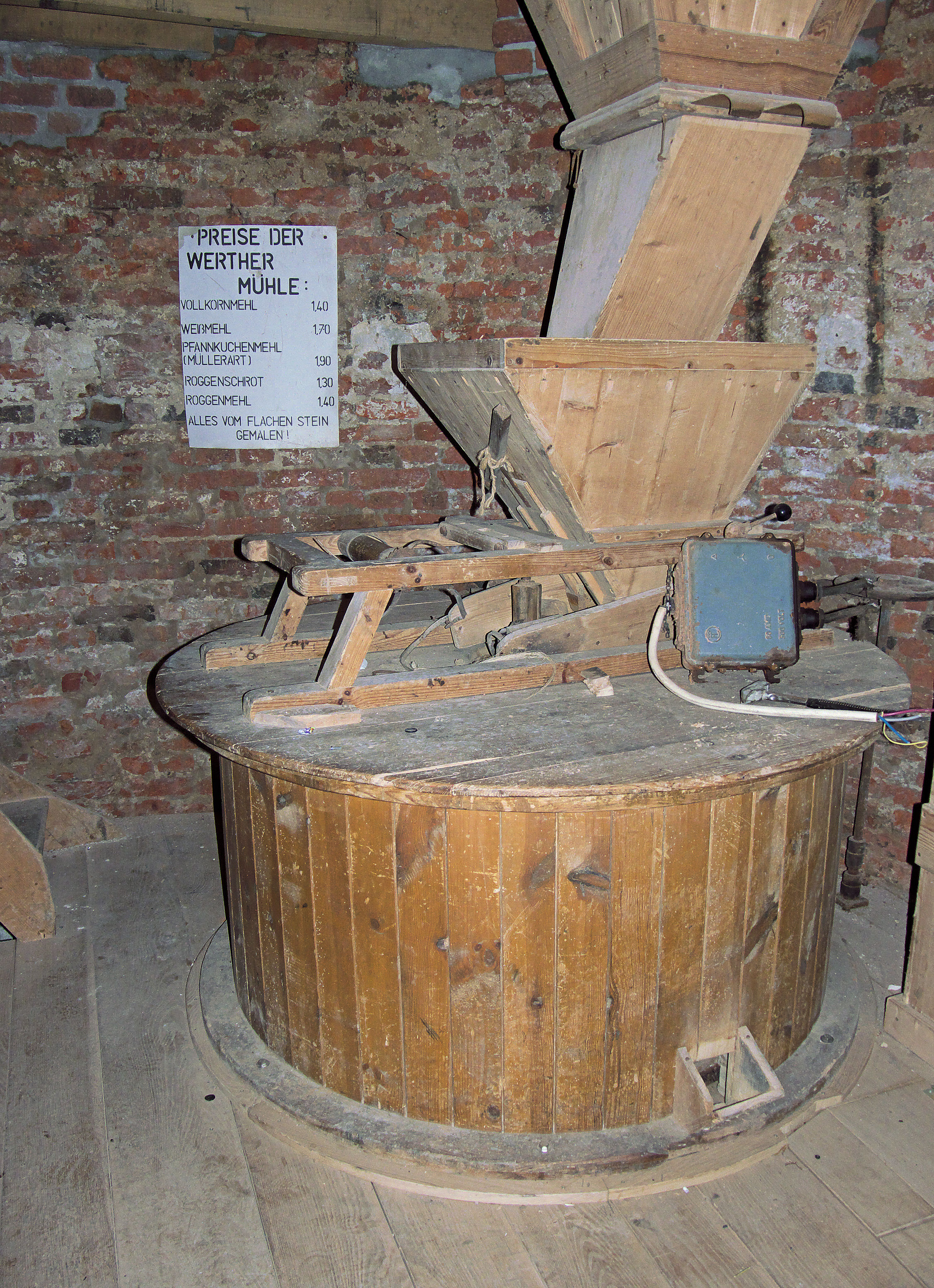
Elektrisch angetriebener Mahlgang

Die Werther Mühle ist eine Turmwindmühle im Ortsteil Werth der Stadt Isselburg in Nordrhein-Westfalen nahe dem Fluss Issel.

## Geschichte
Die Mühle stammt aus dem Jahr 1498. Ursprünglich war sie als Wehrturm Teil der Festungsanlage der Stadt Werth. Im 16. Jahrhundert wurde sie zur Getreidemühle umgebaut und besitzt ein fast vollständig erhaltenes Antriebs- und Mahlwerk von 1554.
Im Jahr 1964 wurden weitere Umbauten vorgenommen, die eigentliche Mahltätigkeit der Mühle eingestellt. Seit 1994 ist die Stadt Isselburg Eigentümerin der Windmühle. Die letzten Renovierungsarbeiten sollten mit einem Fest am 21. Juni 2009 abgeschlossen werden, verzögerten sich jedoch bis September.
Die Volksbank Bocholt stiftete anlässlich des Weihnachtsmarkts 2010, der erstmals um die Mühle herum veranstaltet wurde, eine Bank aus rostfreiem V2A-Stahl, die auf Lehne und Sitzfläche ein Bild der Mühle zeigt.

## Beschreibung
Der aus Ziegeln gemauerte konische Windmühlenturm verfügt über sechs Böden mit einer Kappenhöhe von ca. 23 m. Die bootsförmige Kappe wird über ein Innenkrühwerk in den Wind gedreht, das älteste Nachführsystem für Windmühlen. Angetrieben wurde die Windmühle mit Segelgatterflügeln, anfänglich konnte sie auch bei Windstille mit einem Wasserrad von der Issel angetrieben werden. Betreten konnte man die Mühle früher nur über eine Außentreppe (Wehrturm). Später wurde ein Zwischenboden aus Stein eingezogen. Um 1890 wurden Vorbereitungen zum Einbau eines Elektromotors in das Fundament des Erdgeschosses getroffen. Mit diesem Motor sollte ein zusätzlicher Mahlgang angetrieben werden. Erst 1935 wurde zunächst ein Diesel- und dann ein Elektromotor eingebaut.